# Liste der Monuments historiques in Berthecourt
Die Liste der Monuments historiques in Berthecourt führt die Monuments historiques in der französischen Gemeinde Berthecourt auf.

## Liste der Objekte
| Bezeichnung               | Beschreibung                            | Standort                       | Kennzeichnung | Schutzstatus | Datum | Bild |
| ------------------------- | --------------------------------------- | ------------------------------ | ------------- | ------------ | ----- | ---- |
| Bleiglasfenster Gottvater | Mitte des 16. Jahrhunderts              | in der Kirche St-Martin (Lage) | PM60000310    | Classé       | 1912  |      |
| Taufbecken                | Stein, 13. Jahrhundert                  | in der Kirche St-Martin (Lage) | PM60000309    | Classé       | 1912  |      |
| Hauptaltar mit Tabernakel | Holz, erste Hälfte des 18. Jahrhunderts | in der Kirche St-Martin (Lage) | PM60004908    | Inscrit      | 2009  |      |
| Glocke                    | Bronze, 1608 gegossen                   | in der Kirche St-Martin (Lage) | PM60004909    | Inscrit      | 2009  |      |